# جاسر إسماعيل
جاسر إسماعيل (11 سبتمبر 1995) ممثل مصري.

## عن حياته
ممثل شاب من الوجوه الجديده في عالم الفن

## أعماله
- مسلسل الرجل والطريق
- فيلم أطفال في البرلمان

## روابط خارجية
- جاسر إسماعيل على موقع قاعدة بيانات الأفلام العربية